# Frédéric Bruly Bouabré
Frédéric Bruly Bouabré, cunoscut și sub numele de Cheik Nadro (n. 11 martie 1923, Idibouo-Zépréguhé⁠(d), Sassandra-Marahoué⁠(d), Coasta de Fildeș – d. 28 ianuarie 2014, Abidjan, Coasta de Fildeș), a fost un artist din Coasta de Fildeș. Este creatorul silabarului bété, un sistem de scriere pentru limba bété vorbită în Coasta de Fildeș.

## Viață și carieră
Frédéric Bruly Bouabré s-a născut în satul Zépréguhé din vestul Coastei de Fildeș și a fost unul dintre primii ivorieni care urmau să fie educați de guvernul colonial francez.

## Expoziții
1. ↑  RKDartists, accesat în 28 ianuarie 2025
2. ↑  Le Monde
3. ↑  Autoritatea BnF, accesat în 10 octombrie 2015